# Terence Blacker

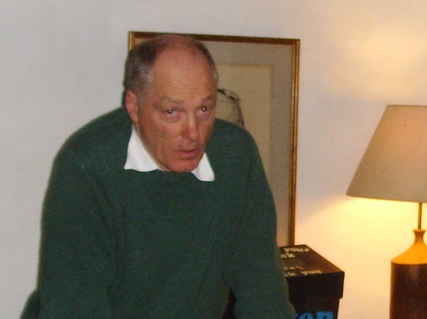
Terence Blacker

Terence Blacker (* 5. Februar 1948 in Hadleigh, Suffolk) ist ein britischer Schriftsteller und Journalist.
Terence Blacker, Sohn von General Sir Cecil Blacker, arbeitete erst als Amateur-Jockey, danach zehn Jahre als Verlagslektor (zuständig für die Werke von Jerzy Kosiński).
Seit 1983 arbeitet er als Vollzeit-Schriftsteller, sein erstes Kinderbuch „If I Could Work“ erschien 1987. Sein bekanntestes Werk ist die erfolgreiche Miss-Wiss-Kinderbuchserie.
Seit 1994 wirkt er auch als Gastprofessor an der Universität von Ost-England, wo er Schreiben lehrt. Bis Ende 2013 schrieb Terence Blacker eine wöchentliche Kolumne in der Zeitung The Independent. Terence Blacker lebt mit seiner Familie in London.

## Werke
- „Racing Manhattan“
- „Homebird“
- „Boy2Girl“
  - Angus Book Award 2005
  - JuBu Buch des Monats Juli 2006
- „Bis bald, Miss Wiss!“
- „Charming Miss Wiss“
- „Gefangen, Miss Wiss!“
- „Im Ernst, Miss Wiss!“
- „Miss Wiss ganz groß!“
- „Miss Wiss ganz toll!“
- „Miss Wiss kehrt zurück“
- „Miss Wiss wird Millionärin“
- „Wie verhext, Miss Wiss!“
- „Zauberhafte Miss Wiss“
- „Zu Hilfe Miss Wiss“
- „Miss Wiss geht nach Hollywood“
- „Miss Wiss liebt Dracula“
- „Miss Wiss life“
- „Zeitreise mit Miss Wiss“
- „Total verrückt Miss Wiss!“
- „Voll krass Miss Wiss!“ Beltz und Gelberg, Weinheim 2002, ISBN 3-407-78515-1.